# Roger Vidosa
Roger Vidosa (ur. 29 lutego 1984 w La Massana) – andorski narciarz alpejski, olimpijczyk. Brał udział w igrzyskach w roku 2006 (Turyn) i 2010 (Vancouver). Nie zdobył żadnych medali.

## Zimowe Igrzyska Olimpijskie 2006 w Turynie
| Konkurencja | I zjazd | I zjazd     | II zjazd | II zjazd     | Łącznie | Łącznie |
| Konkurencja | Czas    | Miejsce     | Czas     | Miejsce      | Czas    | Miejsce |
| ----------- | ------- | ----------- | -------- | ------------ | ------- | ------- |
| Slalom      | 59,87   | 41.         | 54,16    | 24.          | 1:54,03 | 27.     |
| Zjazd       | —       | —           | —        | —            | 1:59,24 | 50.     |
| Kombinacja  | 1:46,09 | 54. (zjazd) | 1:35,28  | 24. (slalom) | 3:21,37 | 28.     |

## Zimowe Igrzyska Olimpijskie 2010 w Vancouver
| Konkurencja     | I zjazd | I zjazd     | II zjazd | II zjazd     | Łącznie | Łącznie |
| Konkurencja     | Czas    | Miejsce     | Czas     | Miejsce      | Czas    | Miejsce |
| --------------- | ------- | ----------- | -------- | ------------ | ------- | ------- |
| Gigant          | 1:21,91 | 48.         | DNF      | DNF          | DNF     | DNF2    |
| Slalom          | DNF     | DNF         | DNF      | DNF          | DNF     | DNF1    |
| Supergigant     | —       | —           | —        | —            | 1:33,65 | 33.     |
| Superkombinacja | 1:57,48 | 38. (zjazd) | 52,85    | 23. (slalom) | 2:50,33 | 25.     |
| Zjazd           | —       | —           | —        | —            | 1:59,65 | 48.     |